# Chantal Han
Marie Antoinette Estrelle Chantal Han (Ámsterdam, 26 de julio de 1966) es una deportista neerlandesa que compitió en judo. Ganó una medalla en el Campeonato Mundial de Judo de 1984, y tres medallas en el Campeonato Europeo de Judo entre los años 1982 y 1991.
Participó en los Juegos Olímpicos de Barcelona 1992, donde finalizó novena en la categoría de –66 kg.

## Palmarés internacional
| Campeonato Mundial | Campeonato Mundial     | Campeonato Mundial | Campeonato Mundial |
| Año                | Lugar                  | Medalla            | Categoría          |
| ------------------ | ---------------------- | ------------------ | ------------------ |
| 1984               | Viena (Austria)        | Medalla de plata   | –61 kg             |
| Campeonato Europeo |                        |                    |                    |
| Año                | Lugar                  | Medalla            | Categoría          |
| 1982               | Oslo (Noruega)         | Medalla de plata   | –61 kg             |
| 1987               | París (Francia)        | Medalla de oro     | –66 kg             |
| 1991               | Praga (Checoslovaquia) | Medalla de bronce  | –66 kg             |